# Лізин
Лізин (скорочення Lys, K) (Кодони: AAG, AAA) — амінокислота, що входить до складу білків. Завдяки наявності ω-аміногрупи має позитивний заряд у нейтральних розчинах. Лізин належить до незамінних амінокислот, багатоклітинними тваринами не синтезується. Відомі два основні шляхи біосинтезу лізину: через α-аміноадипінову кислоту (т.зв. ААА-шлях) та через диамінопімелінову кислоту (ДАП-шлях, рослини).
Доведено її імуномоделюючу та противірусну, антидепресантну й анксіолітичну дії.

### Джерело в їжі
Добрими джерелами лізину є яйця, м'ясо (особливо червоне м'ясо, баранина, свинина і птиця), соя, квасоля, горох, сир (особливо пармезан) і деякі види риби (такі як тріска і сардина). У більшості злаків низький вміст лізину, проте вміст лізину дуже високий в бобових та в перловці.